# StEG II 619"–620"
Die StEG II 619"–620" bildeten eine Tenderlokomotivreihe der Staats-Eisenbahn-Gesellschaft (StEG), einer privaten Eisenbahngesellschaft Österreich-Ungarns.
Die Maschinen wurden von Fox, Walker & Co 1881 geliefert.
Sie erhielten die Betriebsnummern 619"–620" in Zweitbesetzung.
Die Tenderlokomotiven hatten einen Satteltank, da auf den Maschinen wenig Platz für die Vorräte vorhanden war.
Die kleinen Fahrzeuge kamen 1891 zur MÁV, die sie als XIIIa 5671–5672 bezeichnete und schon vor 1911 ausmusterte.